# Карайкозівське нафтогазоконденсатне родовище
Карайкозівське нафтогазоконденсатне родовище — належить до Талалаївсько-Рибальського нафтогазоносного району Східного нафтогазоносного регіону України.

## Опис
Розташоване в Харківській області на відстані 10 км від м. Краснокутськ.
Знаходиться в центральній частині півн. прибортової зони Дніпровсько-Донецької западини.
Підняття виявлене в 1957-58 рр. Воно має форму брахіантикліналі північно-західного простягання, яка ускладнена поперечними і поздовжніми скидами. Розміри структури по ізогіпсі -4900 м 3,1х1,75 м, амплітуда 75 м.
Перший промисловий приплив нафти отримано в 1981 р. з відкладів серпуховського ярусу з інт. 4981-5196 м.
Поклади нафти пластові, склепінчасті, тектонічно екрановані і літологічно обмежені. Колектори — пісковики. Режим нафтових Покладів — розчиненого газу та водонапірний, газоконденсатних — газовий. Запаси початкові видобувні категорій А+В+С1 — 390 тис.т нафти; запаси конденсату та розчиненого газу не підраховувались. Густина дегазованої нафти 804—851 кг/м³. Вміст сірки у нафті 0,018-0,41 мас.%.